# Tênis de mesa nos Jogos Olímpicos de Verão de 2020 - Equipes femininas
A competição por equipes femininas do tênis de mesa nos Jogos Olímpicos de Verão de 2020 foi disputada entre 1 e 5 de agosto de 2021 no Ginásio Metropolitano de Tóquio, na capital japonesa. Um total de 48 mesa-tenistas de 16 Comitês Olímpicos Nacionais (CON) participaram do evento.

## Qualificação
Um total de 16 equipes se classificaram, sendo que cada continente (com as Américas sendo divididas em América do Norte e América do Sul pela Federação Internacional de Tênis de Mesa) tendo uma competição qualificatória para indicar um time cada. Outras nove equipes se classificaram através de uma qualificatória mundial em 2020. O Japão, na condição de país sede, também teve uma vaga garantida.
Com a desistência da Coreia do Norte em disputar os Jogos, a sua vaga foi realocada para a França.

## Formato
As equipes são compostas por três jogadoras. Cada confronto eliminatório entre as equipes é composto de cinco partidas, com a vencedora sendo a que vencer três. A ordem de uma confronto por equipes é o seguinte: uma partida de duplas e duas partidas de simples; se nenhum dos lados tiver vencido três partidas até este ponto, um máximo de mais duas partidas extras de simples são jogados.
|   |                         | Equipe ABC | vs | Equipe XYZ |
| - | ----------------------- | ---------- | -- | ---------- |
| 1 | Duplas                  | B + C      | vs | Y + Z      |
| 2 | Simples                 | A          | vs | X          |
| 3 | Simples                 | C          | vs | Z          |
| 4 | Simples (se necessário) | A          | vs | Y          |
| 5 | Simples (se necessário) | B          | vs | X          |

## Calendário
| P | Preliminares | QF | Quartas de final | SF | Semifinais | F | Finais |

| DataEvento        | 24 jul | 25 jul | 25 jul | 26 jul | 27 jul | 28 jul | 29 jul | 29 jul | 30 jul | 31 jul | 1 ago | 2 ago | 2 ago | 3 ago | 3 ago | 4 ago | 4 ago | 5 ago | 6 ago |
| ----------------- | ------ | ------ | ------ | ------ | ------ | ------ | ------ | ------ | ------ | ------ | ----- | ----- | ----- | ----- | ----- | ----- | ----- | ----- | ----- |
| Equipes femininas |        |        |        |        |        |        |        |        |        |        | P     | P     | QF    | QF    | SF    | SF    |       | F     |       |

## Medalhistas
|  | CHN China                        |  | JPN Japão                           |  | HKG Hong Kong                       |
|  | Chen Meng Sun Yingsha Wang Manyu |  | Mima Ito Kasumi Ishikawa Miu Hirano |  | Doo Hoi Kem Lee Ho Ching Minnie Soo |

## Cabeças de chave
Os cabeças de chave foram definidos pelo ranking mundial de julho de 2021. Os resultados do sorteio foram anunciados em 21 de julho de 2021 no Ginásio Metropolitano de Tóquio. Cada equipe poderia nomear uma jogadora reserva para substituir um membro da equipe que ficasse impossibilitado de competir.
| Pos. | Equipe             | Mesa-tenistas (ranking mundial de julho de 2021) | Mesa-tenistas (ranking mundial de julho de 2021) | Mesa-tenistas (ranking mundial de julho de 2021) | Reserva                                                 |
| ---- | ------------------ | ------------------------------------------------ | ------------------------------------------------ | ------------------------------------------------ | ------------------------------------------------------- |
| 1    | CHN China          | Chen Meng (1)                                    | Sun Yingsha (2)                                  | Liu Shiwen (7)                                   | Wang Manyu (substituiu Liu Shiwen em 1 de agosto)       |
| 2    | JPN Japão          | Mima Ito (3)                                     | Kasumi Ishikawa (9)                              | Miu Hirano (12)                                  | Hina Hayata (25)                                        |
| 3    | GER Alemanha       | Petrissa Solja (19)                              | Han Ying (21)                                    | Shan Xiaona (32)                                 | Nina Mittelham (44)                                     |
| 4    | HKG Hong Kong      | Doo Hoi Kem (15)                                 | Minnie Soo (30)                                  | Lee Ho Ching (46)                                | Zhu Chengzhu (93)                                       |
| 5    | TPE Taipé Chinês   | Cheng I-ching (8)                                | Chen Szu-yu (26)                                 | Cheng Hsien-tzu (58)                             | Liu Hsing-yin (88)                                      |
| 6    | SGP Singapura      | Feng Tianwei (11)                                | Yu Mengyu (45)                                   | Lin Ye (60)                                      |                                                         |
| 7    | KOR Coreia do Sul  | Jeon Ji-hee (14)                                 | Choi Hyo-joo (64)                                | Shin Yu-bin (77)                                 | Lee Zi-on (98)                                          |
| 8    | ROU Romênia        | Bernadette Szőcs (27)                            | Elizabeta Samara (28)                            | Daniela Dodean (107)                             | Irina Ciobanu (122)                                     |
| 9    | USA Estados Unidos | Lily Zhang (31)                                  | Juan Liu (450)                                   | Huijing Wang (892)                               | Wang Chen (533)                                         |
| 10   | HUN Hungria        | Georgina Póta (53)                               | Dóra Madarász (65)                               | Szandra Pergel (79)                              | Mária Fazekas (substituiu Georgina Póta em 29 de julho) |
| 11   | POL Polônia        | Li Qian (50)                                     | Natalia Partyka (83)                             | Natalia Bajor (96)                               |                                                         |
| 12   | AUT Áustria        | Sofia Polcanova (17)                             | Liu Jia (140)                                    | Liu Yuan (302)                                   | Karoline Mischek (147)                                  |
| 13   | FRA França         | Jia Nan Yuan (82)                                | Stephanie Loeuillette (95)                       | Prithika Pavade (234)                            |                                                         |
| 14   | EGY Egito          | Dina Meshref (34)                                | Yousra Helmy (96)                                | Farah Abdelaziz (141)                            | Hana Goda (910)                                         |
| 15   | BRA Brasil         | Bruna Takahashi (41)                             | Jessica Yamada (142)                             | Caroline Kumahara (145)                          | Giulia Takahashi (841)                                  |
| 16   | AUS Austrália      | Jian Fang Lay (156)                              | Melissa Tapper (172)                             | Michelle Bromley (209)                           |                                                         |

## Resultados
| Primeira rodada | Primeira rodada    | Primeira rodada |  |  | Quartas de final | Quartas de final  | Quartas de final |  |  | Semifinal | Semifinal     | Semifinal |  |                     | Final               | Final               | Final |
|                 |                    |                 |  |  |                  |                   |                  |  |  |           |               |           |  |                     |                     |                     |       |
| 1               | CHN China          | 3               |  |  |                  |                   |                  |  |  |           |               |           |  |                     |                     |                     |       |
| 12              | AUT Áustria        | 0               |  |  | 1                | CHN China         | 3                |  |  |           |               |           |  |                     |                     |                     |       |
| 13              | FRA França         | 0               |  |  | 6                | SGP Singapura     | 0                |  |  |           |               |           |  |                     |                     |                     |       |
| 6               | SGP Singapura      | 3               |  |  |                  |                   |                  |  |  | 1         | CHN China     | 3         |  |                     |                     |                     |       |
| 7               | KOR Coreia do Sul  | 3               |  |  |                  |                   |                  |  |  | 3         | GER Alemanha  | 0         |  |                     |                     |                     |       |
| 11              | POL Polônia        | 0               |  |  | 7                | KOR Coreia do Sul | 2                |  |  |           |               |           |  |                     |                     |                     |       |
| 16              | AUS Austrália      | 0               |  |  | 3                | GER Alemanha      | 3                |  |  |           |               |           |  |                     |                     |                     |       |
| 3               | GER Alemanha       | 3               |  |  |                  |                   |                  |  |  |           |               |           |  |                     | 1                   | CHN China           | 3     |
| 4               | HKG Hong Kong      | 3               |  |  |                  |                   |                  |  |  |           |               |           |  |                     | 2                   | JPN Japão           | 0     |
| 15              | BRA Brasil         | 1               |  |  | 4                | HKG Hong Kong     | 3                |  |  |           |               |           |  |                     |                     |                     |       |
| 14              | EGY Egito          | 0               |  |  | 8                | ROU Romênia       | 1                |  |  |           |               |           |  |                     |                     |                     |       |
| 8               | ROU Romênia        | 3               |  |  |                  |                   |                  |  |  | 4         | HKG Hong Kong | 0         |  |                     |                     |                     |       |
| 5               | TPE Taipé Chinês   | 3               |  |  |                  |                   |                  |  |  | 2         | JPN Japão     | 3         |  |                     |                     |                     |       |
| 9               | USA Estados Unidos | 0               |  |  | 5                | TPE Taipé Chinês  | 0                |  |  |           |               |           |  | Disputa pelo bronze | Disputa pelo bronze | Disputa pelo bronze |       |
| 10              | HUN Hungria        | 0               |  |  | 2                | JPN Japão         | 3                |  |  |           |               |           |  |                     | 3                   | GER Alemanha        | 1     |
| 2               | JPN Japão          | 3               |  |  |                  |                   |                  |  |  |           |               |           |  |                     | 4                   | HKG Hong Kong       | 3     |

### Primeira rodada
| 1 de agosto 10:00 Relatório | Hong Kong HKG | 3 – 1 | BRA Brasil |  |

|                           | Partidas individuais      |       |                                    |                              |
| Minnie Soo / Lee Ho Ching | Minnie Soo / Lee Ho Ching | 3 – 0 | Jessica Yamada / Caroline Kumahara | 11–9, 11–8, 11–9             |
| Doo Hoi Kem               | Doo Hoi Kem               | 3 – 0 | Bruna Takahashi                    | 11–3, 14–12, 11–7            |
| Lee Ho Ching              | Lee Ho Ching              | 2 – 3 | Caroline Kumahara                  | 8–11, 9–11, 11–5, 11–9, 6–11 |
| Doo Hoi Kem               | Doo Hoi Kem               | 3 – 1 | Jessica Yamada                     | 11–5, 9–11, 11–5, 12–10      |
|                           |                           |       |                                    |                              |

| 1 de agosto 10:00 Relatório | Romênia ROU | 3 – 0 | EGY Egito |  |

|                                   | Partidas individuais              |       |                                      |                               |
| Daniela Dodean / Elizabeta Samara | Daniela Dodean / Elizabeta Samara | 3 – 0 | Yousra Abdel Razek / Farah Abdelaziz | 11–8, 13–11, 11–6             |
| Bernadette Szőcs                  | Bernadette Szőcs                  | 3 – 2 | Dina Meshref                         | 10–12, 9–11, 11–6, 11–7, 11–7 |
| Elizabeta Samara                  | Elizabeta Samara                  | 3 – 1 | Farah Abdelaziz                      | 11–4, 9–11, 11–9, 11–8        |
|                                   |                                   |       |                                      |                               |
|                                   |                                   |       |                                      |                               |

| 1 de agosto 14:30 Relatório | Áustria AUT | 0 – 3 | CHN China |  |

|                    | Partidas individuais |       |                          |                  |
| Liu Jia / Liu Yuan | Liu Jia / Liu Yuan   | 0 – 3 | Sun Yingsha / Wang Manyu | 4–11, 6–11, 4–11 |
| Sofia Polcanova    | Sofia Polcanova      | 0 – 3 | Chen Meng                | 3–11, 3–11, 6–11 |
| Liu Yuan           | Liu Yuan             | 0 – 3 | Wang Manyu               | 2–11, 2–11, 3–11 |
|                    |                      |       |                          |                  |
|                    |                      |       |                          |                  |

| 1 de agosto 14:30 Report | Austrália AUS | 0 – 3 | GER Alemanha |  |

|                                   | Partidas individuais              |       |                              |                               |
| Melissa Tapper / Michelle Bromley | Melissa Tapper / Michelle Bromley | 0 – 3 | Petrissa Solja / Shan Xiaona | 1–11, 5–11, 4–11              |
| Jian Fang Lay                     | Jian Fang Lay                     | 2 – 3 | Han Ying                     | 11–13, 11–9, 4–11, 11–7, 2–11 |
| Michelle Bromley                  | Michelle Bromley                  | 0 – 3 | Shan Xiaona                  | 2–11, 3–11, 9–11              |
|                                   |                                   |       |                              |                               |
|                                   |                                   |       |                              |                               |

| 1 de agosto 19:30 Relatório | Taipé Chinês TPE | 3 – 0 | USA Estados Unidos |  |

|                               | Partidas individuais          |       |                       |                               |
| Cheng Hsien-tzu / Chen Szu-yu | Cheng Hsien-tzu / Chen Szu-yu | 3 – 2 | Lily Zhang / Juan Liu | 11–6, 6–11, 6–11, 12–10, 11–8 |
| Cheng I-ching                 | Cheng I-ching                 | 3 – 0 | Huijing Wang          | 11–5, 11–1, 11–4              |
| Chen Szu-yu                   | Chen Szu-yu                   | 3 – 1 | Juan Liu              | 11–13, 11–4, 16–14, 11–4      |
|                               |                               |       |                       |                               |
|                               |                               |       |                       |                               |

| 1 de agosto 19:30 Relatório | Hungria HUN | 0 – 3 | JPN Japão |  |

|                                | Partidas individuais           |       |                              |                  |
| Mária Fazekas / Szandra Pergel | Mária Fazekas / Szandra Pergel | 0 – 3 | Kasumi Ishikawa / Miu Hirano | 7–11, 7–11, 8–11 |
| Dóra Madarász                  | Dóra Madarász                  | 0 – 3 | Mima Ito                     | 2–11, 6–11, 6–11 |
| Szandra Pergel                 | Szandra Pergel                 | 0 – 3 | Miu Hirano                   | 3–11, 5–11, 7–11 |
|                                |                                |       |                              |                  |
|                                |                                |       |                              |                  |

| 2 de agosto 10:00 Relatório | Singapura SGP | 3 – 0 | FRA França |  |

|                    | Partidas individuais |       |                                      |                              |
| Lin Ye / Yu Mengyu | Lin Ye / Yu Mengyu   | 3 – 0 | Stéphanie Loeuillette / Jia Nan Yuan | 11–6, 11–5, 13–11            |
| Feng Tianwei       | Feng Tianwei         | 3 – 2 | Prithika Pavade                      | 8–11, 6–11, 11–3, 11–8, 11–3 |
| Yu Mengyu          | Yu Mengyu            | 3 – 1 | Jia Nan Yuan                         | 11–8, 7–11, 11–5, 11–8       |
|                    |                      |       |                                      |                              |
|                    |                      |       |                                      |                              |

| 2 de agosto 10:00 Relatório | Coreia do Sul KOR | 3 – 0 | POL Polônia |  |

|                            | Partidas individuais       |       |                                 |                                 |
| Choi Hyo-joo / Shin Yu-bin | Choi Hyo-joo / Shin Yu-bin | 3 – 2 | Natalia Partyka / Natalia Bajor | 11–6, 12–10, 11–13, 4–11, 13–11 |
| Jeon Ji-hee                | Jeon Ji-hee                | 3 – 0 | Li Qian                         | 11–4, 11–8, 11–3                |
| Shin Yu-bin                | Shin Yu-bin                | 3 – 2 | Natalia Bajor                   | 11–4, 11–7, 9–11, 8–11, 11–5    |
|                            |                            |       |                                 |                                 |
|                            |                            |       |                                 |                                 |

### Quartas de final
| 2 de agosto 14:30 Relatório | Hong Kong HKG | 3 – 1 | ROU Romênia |  |

|                           | Partidas individuais      |       |                                   |                               |
| Minnie Soo / Lee Ho Ching | Minnie Soo / Lee Ho Ching | 2 – 3 | Daniela Dodean / Elizabeta Samara | 5–11, 11–5, 7–11, 11–6, 11–13 |
| Doo Hoi Kem               | Doo Hoi Kem               | 3 – 0 | Bernadette Szőcs                  | 11–5, 11–5, 11–6              |
| Lee Ho Ching              | Lee Ho Ching              | 3 – 0 | Elizabeta Samara                  | 11–9, 11–8, 12–10             |
| Doo Hoi Kem               | Doo Hoi Kem               | 3 – 0 | Daniela Dodean                    | 11–3, 11–2, 14–12             |
|                           |                           |       |                                   |                               |

| 2 de agosto 19:30 Relatório | Japão JPN | 3 – 0 | TPE Taipé Chinês |  |

|                              | Partidas individuais         |       |                               |                        |
| Kasumi Ishikawa / Miu Hirano | Kasumi Ishikawa / Miu Hirano | 3 – 0 | Cheng Hsien-tzu / Chen Szu-yu | 11–8, 11–6, 11–5       |
| Mima Ito                     | Mima Ito                     | 3 – 0 | Cheng I-ching                 | 11–2, 11–9, 11–8       |
| Miu Hirano                   | Miu Hirano                   | 3 – 1 | Chen Szu-yu                   | 11–9, 7–11, 11–4, 11–4 |
|                              |                              |       |                               |                        |
|                              |                              |       |                               |                        |

| 3 de agosto 10:00 Relatório | Coreia do Sul KOR | 2 – 3 | GER Alemanha |  |

|                           | Partidas individuais      |       |                              |                              |
| Shin Yu-bin / Jeon Ji-hee | Shin Yu-bin / Jeon Ji-hee | 3 – 2 | Shan Xiaona / Petrissa Solja | 9–11, 11–8, 6–11, 11–6, 11–3 |
| Choi Hyo-joo              | Choi Hyo-joo              | 0 – 3 | Han Ying                     | 3–11, 3–11, 8–11             |
| Jeon Ji-hee               | Jeon Ji-hee               | 3 – 0 | Petrissa Solja               | 11–6, 13–11, 11–3            |
| Shin Yu-bin               | Shin Yu-bin               | 1 – 3 | Han Ying                     | 6–11, 12–10, 6–11, 9–11      |
| Choi Hyo-joo              | Choi Hyo-joo              | 0 – 3 | Shan Xiaona                  | 8–11, 6–11, 9–11             |

| 3 de agosto 14:30 Relatório | China CHN | 3 – 0 | SGP Singapura |  |

|                        | Partidas individuais   |       |                    |                        |
| Chen Meng / Wang Manyu | Chen Meng / Wang Manyu | 3 – 0 | Yu Mengyu / Lin Ye | 11–5, 11–7, 11–5       |
| Sun Yingsha            | Sun Yingsha            | 3 – 0 | Feng Tianwei       | 11–8, 11–3, 11–8       |
| Wang Manyu             | Wang Manyu             | 3 – 1 | Lin Ye             | 6–11, 11–9, 11–6, 11–5 |
|                        |                        |       |                    |                        |
|                        |                        |       |                    |                        |

### Semifinal
| 3 de agosto 19:30 Relatório | Japão JPN | 3 – 0 | HKG Hong Kong |  |

|                              | Partidas individuais         |       |                           |                        |
| Kasumi Ishikawa / Miu Hirano | Kasumi Ishikawa / Miu Hirano | 3 – 0 | Minnie Soo / Lee Ho Ching | 11–7, 11–2, 11–8       |
| Mima Ito                     | Mima Ito                     | 3 – 1 | Doo Hoi Kem               | 11–9, 9–11, 11–1, 11–7 |
| Miu Hirano                   | Miu Hirano                   | 3 – 0 | Lee Ho Ching              | 12–10, 11–7, 11–3      |
|                              |                              |       |                           |                        |
|                              |                              |       |                           |                        |

| 4 de agosto 10:00 Relatório | China CHN | 3 – 0 | GER Alemanha |  |

|                        | Partidas individuais   |       |                              |                         |
| Wang Manyu / Chen Meng | Wang Manyu / Chen Meng | 3 – 0 | Shan Xiaona / Petrissa Solja | 11–9, 11–2, 11–4        |
| Sun Yingsha            | Sun Yingsha            | 3 – 0 | Han Ying                     | 11–6, 11–4, 11–9        |
| Chen Meng              | Chen Meng              | 3 – 1 | Petrissa Solja               | 5–11, 11—4, 11–9, 13–11 |
|                        |                        |       |                              |                         |
|                        |                        |       |                              |                         |

### Disputa pelo bronze
| 5 de agosto 11:00 Relatório | Hong Kong HKG | 3 – 1 | GER Alemanha |  |

|                            | Partidas individuais       |       |                              |                         |
| Lee Ho Ching / Doo Hoi Kem | Lee Ho Ching / Doo Hoi Kem | 1 – 3 | Shan Xiaona / Petrissa Solja | 11–8, 5–11, 7–11, 13–15 |
| Minnie Soo                 | Minnie Soo                 | 3 – 1 | Han Ying                     | 12–10, 9–11, 11–9, 11–7 |
| Doo Hoi Kem                | Doo Hoi Kem                | 3 – 0 | Petrissa Solja               | 11–5, 11–6, 11–9        |
| Minnie Soo                 | Minnie Soo                 | 3 – 0 | Shan Xiaona                  | 12–10, 13–11, 11–7      |
|                            |                            |       |                              |                         |

### Final
| 5 de agosto 19:30 Relatório | China CHN | 3 – 0 | JPN Japão |  |

|                        | Partidas individuais   |       |                              |                        |
| Chen Meng / Wang Manyu | Chen Meng / Wang Manyu | 3 – 1 | Kasumi Ishikawa / Miu Hirano | 9–11, 11–6, 11–8, 11–7 |
| Sun Yingsha            | Sun Yingsha            | 3 – 1 | Mima Ito                     | 11–8, 11–5, 3–11, 11–3 |
| Wang Manyu             | Wang Manyu             | 3 – 0 | Miu Hirano                   | 11–5, 11–9, 11–3       |
|                        |                        |       |                              |                        |
|                        |                        |       |                              |                        |